# Richard Montague
Richard Montague   (Stockton, 20 de setembre de 1930 - Los Angeles, 7 de març de 1971) fou un matemàtic i filòsof estatunidenc.

## Biografia
Montague estudià a la Universitat de Califòrnia a Berkeley, on obtingué el 1950 un B.A. en Filosofia, el 1953 un M.A. en Matemàtiques, i el 1957 es doctorà en Filosofia, sota la direcció del matemàtic i lògic Alfred Tarski. Montague fou un dels seus alumnes americans més reixits. Emprà la major part del seu temps fent docència al Departament de Filosofia de l'UCLA, on va supervisar, entre d'altres, les dissertacions de Nino Cocchiarella, Rudolf Grewe i Hans Kamp.
Montague va escriure sobre els fonaments de la Lògica i la Teoria de conjunts, tal com pertocaria a un alumne avantatjat de Tarski. La seva tesi doctoral duia per títol Contributions to the axiomatic foundations of set theory. S'hi conté la primera prova referent a que totes les axiomatitzacions possibles de la Teoria de conjunts estàndard ZFC han de contenir infinits axiomes. En altres paraules, ZFC no pot ser axiomatitzada finitament.
Va iniciar una aproximació lògica a la semàntica del llenguatge natural que esdevindria coneguda com la gramàtica de Montague. Aquesta aproximació al llenguatge ha estat especialment influent entre certs lingüistes computacionals. Potser més que entre filòsofs del llenguatge més tradicionals. En particular, la influència de Montague persisteix per una banda en les aproximacions a la gramàtica com poden ser les gramàtiques categorials, com són la Gramàtica categorial unificada, la Gramàtica associativa-esquerra o la Gramàtica categorial combinatòria, les quals intenten un derivació de la representació sintàctica i semàntica. I per altra banda en la semàntica dels quantificadors, de l'abast i del discurs. Hans Kamp, alumne de Montague, per exemple, ha desenvolupat en forma col·laborativa la Teoria de la representació del discurs.
Montague va ser també un organista consumat i un inversor immobiliari exitós. La seva mort en forma violenta a casa seva és avui dia encara un cas pendent de resoldre, era el 1971 i tenia només 40 anys.